# Modeszt Petrovics Muszorgszkij
Modeszt Petrovics Muszorgszkij (oroszul: Модест Петрович Мусоргский) (Karevo, 1839. március 21. – Szentpétervár, 1881. március 28.) az operairodalom és az orosz zene történetének kimagasló egyénisége, a 20. század zenéjének egyik előfutára.
Már fiatalon kiváló zongorista volt, de apja katonai pályát szánt neki. Szolgálatának első éveiben találkozott későbbi barátaival és zeneszerzőtársaival, akikkel később megalakította az „orosz ötök” zeneszerzői kört, amelynek célja az orosz nemzeti zene megerősítése volt. 1858-ban kilépett a hadseregből, de megélhetése miatt hivatalnoki állást kellett vállalnia. Egyetlen befejezett operája, a Borisz Godunov azonban nem váltotta ki a baráti kör osztatlan tetszését, ezért visszahúzódott. 1864-től kezdve neurotikus alkata miatt idegi eredetű betegségek jelentkeztek nála. 1879-ben elhagyta munkahelyét, és zongorázásból tartotta fenn magát. Hangversenykörútra ment, de csakhamar végleg összeomlott, és 1881. március 28-án meghalt.
Muszorgszkij művei közül a dalai a legjelentősebbek. Saját maga írta a szövegüket, és a románc mellett, gyakorta írt jellegzetes helyzetben beszéltető, realista, gyakran ironikus szemléletű, rövid drámai jelenethez hasonló dalokat is. Műveinek népszerűsítésében nagy szerepe volt Rimszkij-Korszakovnak, aki átdolgozta (főleg operáit) és ismét bemutatta őket.

## Élete

### Gyermekkora
Modeszt Petrovics Muszorgszkij 1839. március 21-én született a Pszkovi kormányzóság Karevo nevű falujában, szülei birtokán. Az apa, Pjotr Alekszejevics Muszorgszkij elszegényedett városi hivatalnok volt Szentpéterváron. 1828-ban feleségül vette a módosabb családból származó Julija Ivanovna Csirikovát. A házaspár az asszony családjának egyik, a karjevói birtokán telepedett le. Első gyermekük, Alekszej, mindössze kétéves volt, amikor egy járványban (valószínűleg fekete himlőben) meghalt. A második testvér, aki a keresztségben szintén az Alekszej nevet kapta, szintén kétéves korában hunyt el. A harmadik testvér 1836-ban született, de a babonás apa ekkor már ragaszkodott ahhoz, hogy ne azt nevet kapja, így lett belőle Filaret Jevgenyij. A szokatlan, a vidékre nem jellemző név választását az életrajzírók azzal magyarázták, hogy a család így próbálta „becsapni a halált”. Negyedik fiuk nevének választásakor is hasonlóan ritka nevet választottak, a latin eredetű Modesztet.
Gyermekkoráról keveset tudni, életrajzíróinak többsége megbízhatatlan, elmisztifikált adatot közölt. A legmegbízhatóbb életrajzot későbbi barátja és zenésztársa Sztaszov írta meg. Ő említette, hogy gyermekkorában előbb az édesanyja, majd egy Karevóban élő német nő tanította zongorázni. A helyi szokások szerint a város tehetősebb gyerekeit a parasztok gyerekeivel együtt küldték játszani és valószínűleg innen eredeztethető Muszorgszkij későbbi műveinek népies eredete, a mesék világának átültetése a zenébe. A gyermek Modeszt nevelésében fontos szerepe volt Irina nevű apai nagyanyjának. Amikor ő 1849-ben meghalt, az apa úgy döntött, hogy fiait Szentpétervárra viszi, és ott íratja be őket iskolába. Így került a két ifjú Muszorgszkij 1849 augusztusában Pétervárra zeneiskolába, ahol Anton Herke, a neves pedagógus oktatta őket. Az intézet kulturált légkörében a gyermek adottságai könnyen kibontakoztak, kitűnően tanult, és tizenkét éves korában, egy jótékony célú hangversenyen már feltűnést keltett játékával.

### Az első zenei próbálkozások

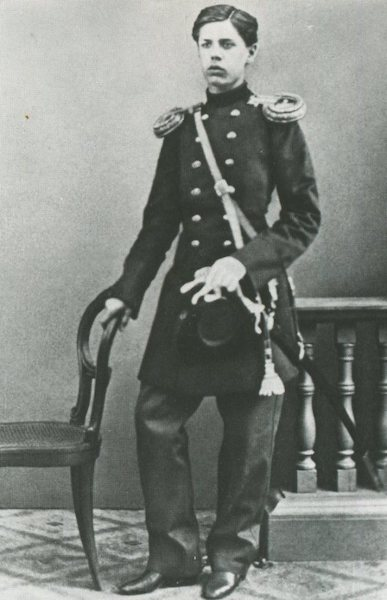
Muszorgszkij fiatal katonaként

A gyorsan tanuló és fogékony gyermekeknek az apa azonban katonai pályát szánt, és katonaiskolába íratta őket. Az idősebb fiú, Filaret számára a kadétiskola pusztán formalitás volt, hiszen ő volt a család birtokainak örököse, így megélhetése biztosítva volt, Modeszt számára azonban karrierlehetőséget jelentett és megélhetést egyben. 1852-ben, az Izmajlovszkij-ezredhez tartozó Komarov-féle előkészítő internátusban töltött esztendő után Modesztet és Filaretet a gárdista hadapródok iskolájába küldték. Az itt eltöltött négy esztendőről nagyon kevés információ létezik, de annyi bizonyos, hogy zenei tanulmányaival nem hagyott fel ez idő alatt sem, sőt a zeneszerzéssel is megpróbálkozott. Első műve a Porte enseigne-polka (azaz Zászlós-polka) volt. 1856-ban belépett egy kis muzsikuskörbe. A zenészek hamar felismerték tehetségét, és az év végén bemutatták Alekszandr Szergejevics Dargomizsszkijnek, az akkoriban nagy népszerűségnek örvendő zeneszerzőnek. Dargomizsszkij felismerte a fiatal katonatiszt zenei képességeit és támogatta próbálkozásait. Később is a zeneszerző Muszorgszkij jó barátja és pártfogója maradt.
Utolsó kadétiskolai évében, 1856-ban, az összhangzattanban és zeneszerzésben járatlan Muszorgszkij újabb zeneszerzői kísérletet tett és megpróbálkozott egy opera komponálásával Victor Hugo Izlandi Han című regénye alapján. A szövegkönyvet saját maga írta. A mű sohasem készült el, és a fiatal zeneszerző saját maga is elismerte, hogy tizenhét évesen még túl fiatal volt a feladatra. Ebben az időszakban még nem alakult ki saját zenei felfogása, de már vitatta az olasz opera túlzott népszerűségét, amit szembeállított az általa nagyra becsült Mozart művészetével.
Dargomizsszkij otthonában ismerkedett meg azokkal az ifjú tehetségekkel, akik rövid idő múlva az orosz művészet élcsapatát alkották. 1857-ben barátságot kötött Cezar Antonovics Kjuival, Milij Alekszejevics Balakirevvel, majd Vlagyimir Vasziljevics Sztaszovval, és hatásukra komolyan hozzálátott hiányos zenei tudásának pótlásához. A fiatal muzsikussal Balakirev ismertette meg a kor nagy alkotásait.
1857-ben Muszorgszkij megkomponálta első románcát Hol vagy csillagocska? címmel, valószínűleg saját szövegére. A dal bensőséges, elmélyült hangjával és a népi jellegre célzó intonációjával már a későbbi, nagy kifejező erővel rendelkező dalainak előfutára. Érezni rajta a zeneszerző baráti körének eszmei és zenei befolyását, az önálló nemzeti zene megteremtésére törekvő irányzatot, amely rövid időn belül az új orosz iskola (Ötök) létrejöttéhez vezet. Ezzel a románccal kezdődik Muszorgszkij tulajdonképpeni alkotói korszaka, ettől kezdve már tudatos munkával fejlesztette művészetét.
A következő évben néhány románcot és két scherzót komponált zongorára. Közülük a B-dúr scherzót Balakirev irányítása mellett rövidesen zenekarra is átírta, és 1860-ban az Orosz Zenei Társaság egyik hangversenyén Anton Grigorjevics Rubinstejn vezényletével elő is adták. Közben szorgalmasan tanult, zenekari és zongora tanulmányokat folytatott, de közben rengeteget komponált. Hamarosan azonban válaszút elé került, döntenie kellett: a katonatiszti vagy muzsikusi pályát választja-e. A kérdést az döntötte el, hogy átvezényelték a lövészzászlóaljhoz, és ennek következtében 1859-ben Carszkaja Szlavjankába kellett volna átköltöznie. Mivel nem akarta elhagyni Pétervárt, úgy döntött, hogy 1859-ben leszerel. Kadéti pályafutását nem csupán ez befolyásolta, hanem a tizenkilenc éves korára megromlott egészsége és a már kialakuló alkoholizmusa, ami alkalmatlanná tette komoly tiszti feladatok ellátására.

### Megélhetési és lelki problémái
Muszorgszkij anyagi helyzete élete során mindig rendkívül bizonytalan volt. Apja 1853-ban bekövetkezett halála után a családi birtokok gondozatlanok maradtak, így nagyon kevés jövedelmet hoztak. Művészi pályafutása során újra és újra visszatérő, leveleiből kicsendülő probléma a megélhetés, a nyugodt munkakörülmények biztosításának vágya volt. Leszerelése után visszatért a családi berkekbe és 1863-ig mindig a család valamelyik tagjával lakott. 1862–63-ban testvérével és anyjával élt. Julija Ivanovna 1863-ban feladta a pétervári otthonukat és visszaköltöztek Karjevóba, ahol két év múlva meghalt valószínűleg vízkórban.
Az ifjú Modesztet nagyon megviselte anyja halála és ismét visszatért az alkoholhoz. A lelki válság kínzó idegbántalmakat okozott, s ezek hosszú időre megbénították alkotókedvét. Betegségének első jelei 1865-ben jelentkeztek, és ugyanebben az évben szenvedte el első idegösszeomlását. Gyógyulása érdekében a Tyihvini járásban levő gyógyforrásokhoz utazott. Fájdalmai csökkentek ugyan, de csaknem egy év telt el, míg újra dolgozni tudott. Muszorgszkij születésétől fogva gyenge alkatú, neurózisra hajlamos ember volt, akit lelki vívódásai több ízben válságba juttattak, több idegösszeomláson esett át t.
Amikor idegállapota javulni kezdett, visszatért Pétervárra, és barátai, művésztársai körében lassan helyreállt a lelki nyugalma. Az állandó összejövetelek, a majdnem naponkénti közös zenélés és a jóindulatú barátok visszaadták lelki egyensúlyát. 1861-ben a bátyja átvette a családi birtokok igazgatását és családot alapított. A művész lelkű Modeszt csak ritkán segített bátyjának, csakis amikor azt a kötelezettségei másfelé szólították. Számos életrajzi írás (elsősorban a szovjet időkből származók) arról ír, hogy az „arisztokrata Filaret” kisemmizte vagyonából öccsét, ez viszont nem igaz, hiszen a karjevói birtokok mindvégig Modeszt tulajdonában maradtak, noha soha nem tudott belőlük pénzt csinálni.

### Az ötök csoportjának megalakulása
Muszorgszkij művészi felfogása jelentős változásokon ment keresztül. Ebben az időben – valószínűleg Balakirev hatására – nagyobb méretű hangszeres formák kezdték érdekelni. Zenekari scherzója után, amelyet 1858-ban írt, szimfóniát tervezett, és megírt két tételt a C-dúr zongoraszonátából, továbbá elkészítette az Éj a kopár hegyen című szimfonikus költemény első változatát (ezt is zongorára) és megkomponálta az Intermezzo in modo classico című zongoraművet. Ezeken a műveken jócskán érezhető Balakirev hatása, mindenekelőtt a felfogásban, de már felismerhetők saját későbbi, önálló művészi vonásai is. Muszorgszkij, életének ebben a szakaszában, komoly erőfeszítéseket tett, hogy rendszeres zenei munkára ösztönözze magát. Célja az volt, hogy saját szavaival élve „ne posványosodjon el és nehogy elkallódjon” (zenei értelemben).
1862 őszén nagy tervekkel tért vissza Pétervárra. Ekkor a korábbi háromtagú baráti csoport még két zeneszerzővel bővül, Alekszandr Porfirjevics Borogyinnal és Nyikolaj Andrejevics Rimszkij-Korszakovval. Így alakult meg az „ötök” csoportja. A kör vezére, Balakirev, fiatal korában még Mihail Ivanovics Glinkával állt közvetlen kapcsolatban, és őszinte lelkesedéssel ápolta mestere zenei hagyatékát, végakaratát, hogy az általa megkezdett úton haladva létrejöjjön a magas eszmeiségű orosz nemzeti zene. Balakirev azonban inkább propagátora, mint tanítómestere volt a csoportnak, hisz ő maga autodidaktaként kezdte meg zeneszerzői tevékenységét. A szaktekintély Dargomizsszkij – Glinka kortársa – volt, akit az ifjak köre megkülönböztetett tisztelettel vett körül. Hozzájuk csatlakozott még néhány kiváló muzsikus és művész, így többek között Ljudmila Sesztakova (Glinka nővére), aki mindvégig jó barátságban maradt Muszorgszkijjal, és igyekezett őt törekvéseiben támogatni, továbbá Nagyezsda Nyikolajevna Purgold, kitűnő zongorista és Alekszandra Nyikolajevna Purgold tehetséges énekes. A kör művészi célkitűzéséből adódóan, a legfontosabb hatást az orosz népdal jelentette, vagy ennek illuzórikus megjelenítése. Ez a vonás Muszorgszkij műveiben is nyomon követhető, egyre inkább a konkrét népdalszerűség formájában (például kései kompozícióinak határozottan népdalfeldolgozó jellegében stb.). Mind közül azonban Muszorgszkij volt a leghivatottabb művész. Későbbi különválása nem elzárkózásból eredt, ő mindig erősen vágyódott az emberi közösségre, odaadó ragaszkodással szerette és tisztelte barátait, de kiteljesedő egyéni kifejezőformáit, újszerű művészi hangját társai már nem értették meg, legjobb gondolatai egyre fokozódó értetlenséggel találkoztak. Az idők folyamán a csoport tagjai szinte kivétel nélkül eltávolodtak Muszorgszkijtól.

### Operai próbálkozások
Az 1863-as év jelentős változásokat hozott Muszorgszkij életének alakulásában. Az év nyarán keserűen kellett tapasztalnia, hogy vagyonából, amely kezdettől fogva csekély volt, most már egyáltalán nem tud megélni, és ezért elhatározta, hogy hivatali szolgálatot vállal. Mindössze egy dalt írt a nyár alatt Goethe versére, az Öregember dalát. A kompozícióban Muszorgszkij arra törekedett, hogy zsánerszerűen kidolgozott típust formáljon. Ebben a dalban érezhető először az a törekvése, hogy realisztikus alakokat ábrázoljon a zenében.
1863 őszén, vidéki teendőinek elvégzése után, visszautazott Pétervárra, és jelentkezett a Mérnöki Ügyosztályon, és egy közös lakóházba költözött, egy úgynevezett kommunába. Az 1864–1865 közötti időszakáról keveset tudni. Ekkor ismerkedett meg Flaubert egyik regényével, s határozta el, hogy operát ír belőle. A Szalambó szövegkönyvét saját maga írta, de néhány kép megírása után félretette a darabot. Ennek oka tisztázatlan, de feltehetően azért történt, mert Muszorgszkij művészete ebben az időben gyors fejlődésen ment át, és ez a lendület tovasodorta a lassabban bontakozó operai témától. Véglegesen azonban nem mondott le róla, és az opera legjobb részeit később (tíz év után) bedolgozta a Borisz Godunovba.
Az 1864-es év legjelentősebb alkotása a Kalisztrat című románc volt. Ez volt az első műve, amelyben jelentkezett a népies, humoros hangvétel, amely a későbbiekben számos művét jellemzi. A kompozíciót ilyen tekintetben a zeneszerző maga is jelentősnek érezte. 1865 folyamán felhagyott operai terveivel, lemondott a nagyobb formákról, és arra törekedett, hogy kiérlelje teljesen egyéni zenei nyelvezetét. Néhány kisebb zongoradarab mellett dalokat komponált. Ekkor tisztázódtak benne művészetének esztétikai alapelvei is: „Az emberi természet… legfinomabb vonásainak megragadása… a művészet igazi hivatása. Fellazítani a hagyományos zene formáit, és azt mondani el a muzsika nyelvén, amit másként nem lehetne kimondani!” Mindez azonban idegileg is megviselte, újabb idegösszeomláson esett át. Muszorgszkij programszerű, realisztikus művészetének egyik legjellegzetesebb darabja az 1865-ben írt Szávisna-dal. Ezt maga Muszorgszkij is nagyra értékelte, leveleiben többször is említette, mint tökéletesen megoldott, befejezett kompozíciót.
A Szávisna megírása utáni időszakról keveset tudni, levelezéséből nagyon kevés maradt fenn. 1866–1868 között kizárólag dalokat komponált. 1867 tavaszán vagy nyarán komponálta Klasszikus című darabját, amely – mint műveinek rövid felsorolásában nevezi – „első ének-pamflet”-je. Ebben eszmei ellenfeleit támadta, és művészileg tette nevetségessé őket. A többi, ez időben készült hasonló kompozíció a zsánerképek csoportjába tartozik: a Szarka, a Kópé, a Kecskebak és a Gombaszedés – mind kitűnően megragadott zsánerjelenet. 1868 tavaszára több románcot írt. Ezek a kompozíciók azonban már nem a komikum körébe tartoznak: kivétel nélkül a gyermek hangulatvilágából merítik témájukat, mélyebb érzelemvilágot szólaltatnak meg.
Ezt követően egy újabb opera megírásának ötlete merült fenn benne, A házasság, Nyikolaj Vasziljevics Gogol komédiájának szövegére. Úgy tervezte, hogy teljes egészében, változtatás nélkül ülteti át zenébe a vígjátékot, hasonlóan Dargomizsszkijhez, aki szintén minden változtatás nélkül írta át operává Puskin Kővendégét. Muszorgszkij azonban továbblépett: nem versekre, hanem prózára írt zenét. Az első felvonás megírása után azonban ismeretlen okok miatt félbehagyott a komponálással. A levelezésiből kiderül, hogy másfajta, életszerűbb benyomások hatása alá került, és valószínűleg ezért mondott le az irodalmi vonatkozású opera megkomponálásáról. Egyik levelében arról írt, hogy A házasság a „kamarai próba etűdje volt”. Véleménye szerint nagyobb jelenetek kellettek hozzá, hogy a hallgatóság megérthesse a művet.

### ABorisz Godunov

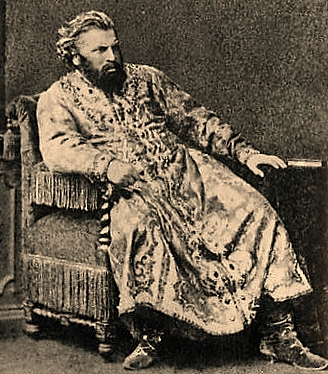
Ivan Melnyikov a Borisz Godunov főszerepében 1874-ben

A házasság hibáiból tanulva Muszorgszkij egy nagy jeleneteket felvonultató művön kezdett gondolkodni, amelyben egyúttal saját művészi filozófiáját is érvényre tudja juttatni. Mihail Ivanovics Glinka testvére, Ljudmila Sesztakova, Muszorgszkij tanítványa volt. Ő hívta fel mestere figyelmét egy Puskin drámai műveit egybegyűjtő kötetre. Azt ajánlotta neki, ha komolyan gondolkozik egy opera komponálásán, akkor Puskin egyik színdarabját válassza alapul. Így esett a választás a Borisz Godunovra. A mű egy csapásra meghódította a művészt nagyvonalú pátoszával, mozgalmasságával és mély, emberi problémáival. 1868 őszén, barátjánál, Opocsinyinnél bérelt lakást, itt kezdett hozzá a mű írásához.
Az opera szövegkönyvének, egész cselekményének kidolgozásához a zeneszerző számos tanulmányt és forrásművet olvasott el. Nyikolaj Mihajlovics Karamzin történetíró nyomán arra törekedett, hogy a történelmi háttér hiteles és valósághű legyen. Ez sikerült is neki, olyan mértékben – s ez végtelen gondosságát, nagy művészi elmélyültségét jellemzi –, hogy a szereplők párbeszédein túlmenően részleteiben kidolgozta a cselekmény legapróbb mozzanatait, sőt a jelenetek rendezési feladatait is. Az aprólékos műgond és az ezzel párosuló hallatlanul gyors alkotói munka bizonyítja Muszorgszkij rajongó lelkesedését műve iránt. A partitúrával tizenöt hónappal később, 1869 decemberében készült el. A kész művet benyújtotta a szentpétervári operához, azonban a színház visszautasította a darabot. Több kifogásuk is volt, ami miatt nem akarták színpadra állítani, többek között az, hogy a darabnak nem volt női főszereplője. Ezenkívül írásos dokumentumok bizonyítják, hogy a színházi bizottságot sokkolta az opera újszerűsége és nyersesége. Így végül az ős-Borisz Godunov sohasem hangzott el operaszínpadon.
Az igazgató a színrevitelt szerződésileg attól tette függővé, hogy a zeneszerző a kívánt változtatásokat elvégzi. Muszorgszkij elfogadta a kritikát, és úgy döntött, hogy átdolgozza művét. Kihúzta a Vaszilij Blazsennij-székesegyház előtti jelenetet, új szereplőként felléptette Grigorijt és Marinát, valamint ekkor írta meg a kromi erdőben játszódó epizódot is. Több jelenetet meghúzott, új áriákat iktatott be. Komponált egy teljesen új harmadik felvonást is, amiben főszerephez juttatta a szoprán szólamát. Az opera zárójelenetét is megváltoztatta: a második verzió szerint a darab forradalmi jelenettel és a bolond áriájával ér véget. A munkával két év alatt, 1872-re készült el. Az átdolgozások eredményeként a zenedráma sokrétűbb, kifejezőbb és a drámai kontrasztok erőteljes kidomborítása által koncentráltabb lett. Ennek ellenére, vagy talán éppen ezért, a Borisz még hosszú ideig nem jutott színpadra, bár néhány részletét kamarai bemutatókon előadták. A következő évben az opera három jelenetét bemutatták a Mariinszkij Színházban, 1874-ben pedig kiadták a Borisz Godunov zongorakivonatát. Az ősbemutató 1874-ben valósult meg. A kisebb húzásokkal színpadra állított opera nagy közönségsikert aratott, de a kritikusok tetszését nem nyerte el.

### A gyermekdalok időszaka
A Borisz Godunov munkálatai közben Muszorgszkij egyéb művekkel is foglalkozott. A dráma első változatának befejezése után (mielőtt hozzáfogott volna az átdolgozáshoz) ismét gyermekdalokat komponált. Ez több körülménnyel is magyarázható. Egyrészt kétségtelen, hogy a Borisz Godunov kis cárevicséhez a zeneszerző tanulmányokat végzett, és vonzó hősének alakja méltán terelhette ismét figyelmét a számára olyan kedves gyermeki világ képeihez. Másrészt egy sokkal konkrétabb ok: 1868 tavaszán befejezte a Nyanyával című kompozíciót, és Dargomizsszkij erősen biztatta Muszorgszkijt további hasonló művek megalkotására. Az 1870 táján elkészült öt románcot azután sorozattá foglalta össze Gyermekszoba-ciklus néven. Ehhez készült még 1872-ben két további románc, a Nádparipán Jukka felé és a Gonosz kandúr, amelyeket később Rimszkij-Korszakov csatolt a sorozathoz. E darabok témája a gyermek sokszínű és mélyen fogékony lelkivilágának ábrázolása. Ezek a motívumok olyan problémákat vetnek fel (és oldanak meg), amelyek a felnőtt ember ösztönéletében is döntő szerepet játszanak. Muszorgszkij nem von határt felnőtt és gyermek között, komolyan vette a gyermeket, és ihletett megértéssel foglalkozott apró gondjaival.
Muszorgszkij kompozíciói széles körben sikert arattak, többek között Liszt Ferenc is élénken érdeklődött irántuk, és át is dolgozta őket zongorára. Muszorgszkijt ez fellelkesítette, és mihamarabb szeretett volna Liszttel találkozni, de anyagi okok miatt ez nem valósulhatott meg. Emellett ismét jelentkeztek egészségügyi problémái, elkeseredetten tapasztalta, hogy sem barátai sem művésztársai nem értik meg művészetét. Mindez az alkoholizmus felé sodorta a zeneszerzőt.

### AHovanscsina
Muszorgszkij, rövid életének hátralevő szakaszában, másik nagy operai tervével, a Hovanscsinával foglalkozott. Az opera körül keletkezett egyéb, jórészt kisebb terjedelmű és jelentőségű kompozíciói mellett – A szorocsinci vásár című vígopera kivételével – ez az a munka, amely a legintenzívebben lekötötte alkotói érdeklődését. A témát, az opera alapötletét, még 1872-ben Sztaszovtól kapta, ő figyelmeztette Muszorgszkijt erre a rendkívül mozgalmas, az orosz történelemben szinte egyedülállóan feszült korszakváltásra, és ugyancsak Sztaszov volt az, aki mindvégig buzgón támogatta, ösztönözte újabb és újabb elgondolásokkal, néha bíráló megjegyzésekkel, tanáccsal munkája közben. Muszorgszkij, talán a Borisz Godunovnál is gondosabban és aprólékosabban készült új operájára. Előbb a teljes szövegkönyvet kidolgozta, és csak azután írta meg a mű zenéjét. 1873 nyarán kezdte meg a komponálsát, és élete végéig folyamatosan dolgozott rajta.

### Egészségi állapotának leromlása

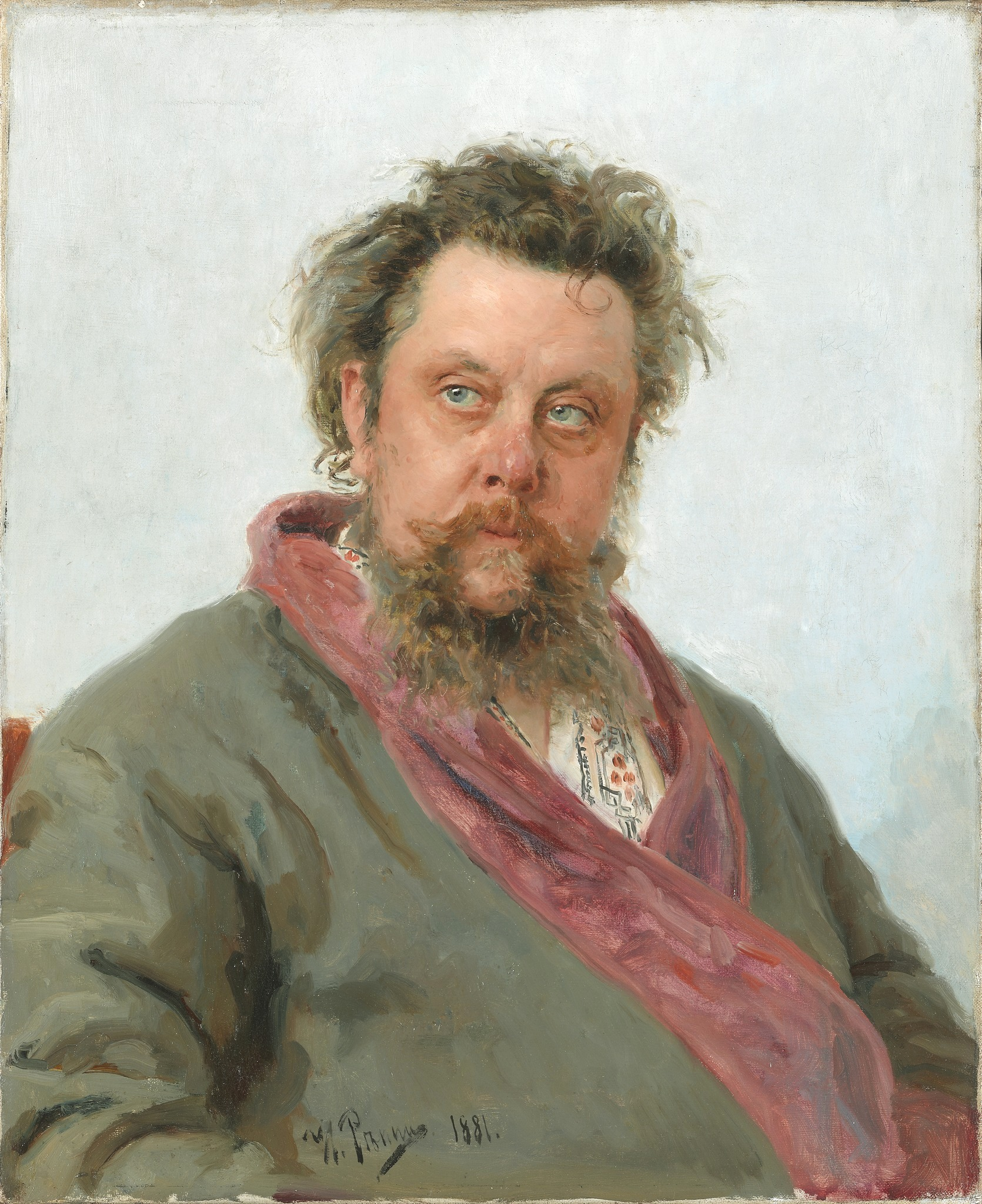
Repin Muszorgszkijról készült festménye

Muszorgszkij neurotikus egyéniség volt, s életének utolsó felében  ehhez már egyre fokozódó egészségi romlás is társult. Művészetének kiteljesedésével párhuzamosan egyre nyomasztóbb magány vette körül. Ennek oka az a lassú, de következetes elhidegülés volt, amely legközvetlenebb baráti köre részéről is megmutatkozott. Úgy érezte, hogy társainak elfordulása a közös eszményektől saját egyéni törekvéseit gyengítik, teszik problematikussá. Menedéket az alkoholizmusban keresett. A Borisz Godunov múló sikerei után bekövetkezett mellőzése pedig csak elmélyítették ezt a szenvedélyt. Ez a körülmény magyarázza azután utolsó éveinek testi panaszait, a gyakori rosszullétet, a szívbántalmakat és egyéb bajait, amelyek végül a halálához vezettek.
1873 nyarán meghalt egyik legjobb barátja, Viktor Hartmann, a tehetséges építész és festő, a zeneszerző egyik nagy rajongója. Barátja megrázó hirtelenséggel bekövetkezett halála (szívbénulás ölte meg) mélyen megrendítette Muszorgszkijt. 1874 nyarán újszerű, szokatlan művészi feladat kezdte foglalkoztatni. Viktor Hartmann műveiből kiállítás nyílt, amelyet Muszorgszkij is megtekintett. A tárlat élményei és a kegyeletes baráti érzés azt az ötletet sugallta a művésznek, hogy benyomásaiból „zenei képsorozatot” komponáljon. Elhatározását a legrövidebb idő alatt valóra akarta váltani és már néhány nap múlva a negyedik számon dolgozott. A művet Muszorgszkij zongorára komponálta, és az Egy kiállítás képei címet adta neki. Az egyes tételek voltaképpen Hartmann egy-egy kompozíciójának programzenei ábrázolásai, amelyeket egységes egésszé ötvöznek összekötő részek az úgynevezett Promenade-ok.
Az 1870-es évek folyamán készültek el Muszorgszkij kései románc-sorozatai, amelyeket főként barátjának, Golenyiscsev-Kutuzov grófnak a szövegeire alkotott. Közben, egyre súlyosbodó betegsége és anyagi gondok között 1874. január 9-én megkezdték az átdolgozott Borisz Godunov próbáit. A mű nagy sikert aratott ugyan a közönség soraiban, de hamar levették a műsorról.
Mindezek mellett Muszorgszkij lankadatlanul dolgozott a Hovanscsinán, munkáját azonban mégis többször félretette. Először azért, mert kezébe került Gogol A szorocsinci vásár című novellája, de az ebből tervezett operát végül nem fejezte be.
Az 1870-es évek végén a zeneszerző egzisztenciális válságba került. Nyomasztó hivatali kötöttségei most fordulópontra juttatták. Elhagyta korábbi állását és másik beosztásba került, amelyet egy esztendő múlva ugyancsak feladott. Gyakori állásváltoztatásaiban közrejátszott feletteseinek elégedetlensége is, de kétségtelen, hogy Muszorgszkij számára az elsőrendűen fontos cél – amelyre egész életében hasztalanul törekedett – a valódi, alkotói függetlenség megteremtése volt. Ezt a célt azonban ezúttal sem érhette el, és mire barátai révén újabb, megfelelőbb munkakörbe juthatott volna, egészsége már annyira megrendült, hogy teljesen képtelenné vált bármilyen hivatali munka betöltésére. Mindezek ellenére gyakran lépett fel nyilvános koncerteken, és sorra aratta a tapsokat és elismeréseket.
Rövid időre egy jótékonysági hangversenykörútra indult 1879-ben a Krímbe. Itt rengeteg dallamot jegyzett fel új operájához. Kiadott még (1880 körül) négy orosz népdalt férfikarra.

### Halála

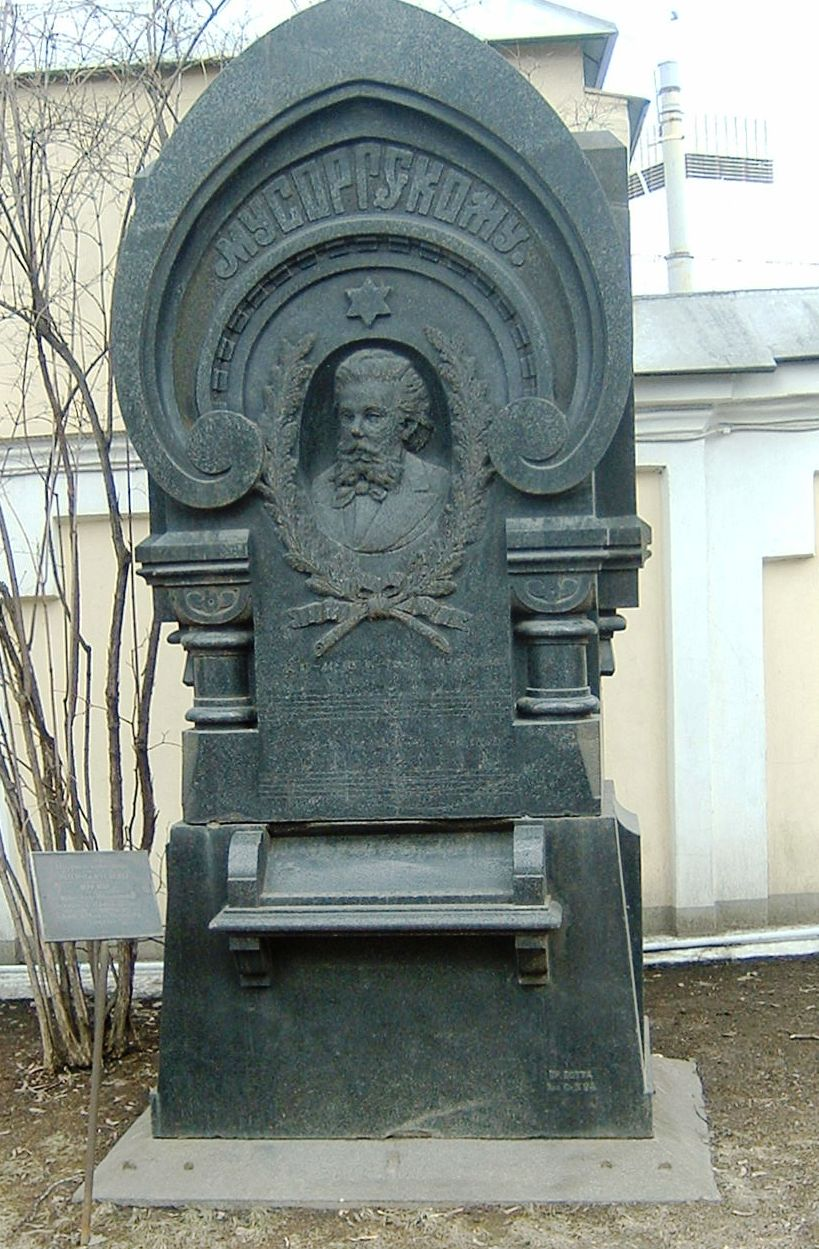
Muszorgszkij síremléke

Egészsége csakhamar végleg összeomlott. A betegség, amely évek óta egyre jobban elhatalmasodott rajta, február 12-én néhány órán belül három, egymást követő rohamban tört ki. Másnap a katonai kórházba szállították, itt kezdetben gyors javulás mutatkozott, ez azonban átmenetinek bizonyult, a bénulás megtámadta a végtagokat. Barátainak és tisztelőinek gondoskodása már nem segíthetett rajta. 1881. március 28-án a nyikolajevi kórházban szív- és gerincvelőbénulás okozta halálát.

## Művészete és öröksége
Muszorgszkij rövid pályafutása alatt mélyen beleírta magát a zenetörténelembe. Művészetében általában a modern zenei realizmus megalapozását látják, mert színpadi zenéjében a drámai igazság olyan érzékeltetőjének bizonyul, amilyennek jóformán sem előtte, sem utána senki. Nem hagyható figyelmen kívül, hogy a drámai igazságot az emberi lélek költészetén keresztül kereste; az élet végzetes, vak erői valóban önálló, feltartóztathatatlan súlyukban érvényesülnek Muszorgszkij világában, de csak azért, mert ő ezeket az eltipró, gáttalan erőket az emberi lélek mélyén is ott érezte. Muszorgszkij nem abban az értelemben pszichológus, ahogyan Wagner, aki az emberi lélek aktív erőit hatalmas művészi egységben tudta megragadni és érzékeltetni, hanem ahogyan Dosztojevszkij vagy Gogol, akiknek legfőbb problémái épp a lélek mélyén alaktalanul örvénylő, aktív formát talán egyáltalán nem öltő, de az emberi életet sokszor szétroncsoló erők és indulatok, amilyen a lelkiismeret, a halálfélelem, a bűntudat, vagy egy önmagunkban élő démontól való iszonyodás. De épp a lélek alaktalan ösztöneinek ábrázolása vezeti el Muszorgszkijt azokra a területekre is, amelyeken az emberi lélek ősi indulatai csodálatos tisztasággal és közvetlenséggel, elfátyolozatlanul virulnak ki: a gyermek és a nép lelkéhez és rajtuk keresztül a humorhoz és a természetpoézishez is.

### Operái
Operái közül a Borisz Godunovval és a Hovanscsinával sikerült maradandót alkotnia, noha elismerésükhöz hozzájárult kollégája, Rimszkij-Korszakov is, aki korai halála után átírta és színpadra alkalmazta azokat.
A Borisz Godunov Kelet-Európa operairodalmának máig legnagyszerűbb remekműve, nemcsak lelkiismereti tragédia, hanem zenés népdráma is, az orosz nép egyetemes tragédiája operaszínpadra álmodva. Muszorgszkij ideája az volt, hogy egy operaszerzőnek az emberi beszédet kell zeneileg reprodukálnia. Ezt először Gogol Háztűznéző vagy A házasság című művének megkomponálásánál próbálta meg. Hallatlanul újszerű volt, hogy minden változtatás nélkül vette át Gogol prózai szövegét. Ezzel előremutatott a 20. századi irodalmi operák felé. A házasság azonban nem készült el, a zeneszerző az első felvonás megkomponálása után félretette művét.
Muszorgszkij fixa ideájához azonban ezután is ragaszkodott: zenei eszközökkel akarta reprodukálni az emberi gondolatok és érzelmek hangbeli kifejezését. Azt akarta, hogy szereplői minden torzítás és túlzás nélkül úgy beszéljenek operáiban, mint a való életben. Muszorgszkij terve saját megfogalmazása szerint az élet melódiája volt. Ezeket a gondolatokat nemcsak Muszorgszkij képviselte az orosz zeneszerzők közül. 1857-ben Dargomizsszkij is azt nyilatkozta, hogy azt szeretné, ha a hangjegyei pontosan azt fejeznék ki, amit a szavak. Dargomizsszkij eszméit A kővendég című operájában próbálta átültetni a gyakorlatba, nem sok sikerrel. Művét végül félbehagyta, nem komponálta meg az utolsó jelenetet, és a hangszerelést Rimszkij-Korszakov végezte el helyette. Muszorgszkij és Dargomizsszkij koncepciója merészen újszerű volt a maga korában. Előttük egyetlen zeneszerzőnek sem jutott volna eszébe ilyen módon operát írni, főleg nem Wagnernek. Pedig a korabeli kritika mindkét szerzőnek felrótta wagnerizmusát.
Emellett Muszorgszkij egy erősen nemzeti témájú szüzsében gondolkodott, magát az orosz népet szerette volna operája főszereplőjévé tenni. Mindenkit megvetett, aki nem ment szembe a közízléssel egy magasabb rendű, független művészet megvalósításának érdekében. Az ötök csoportjának felbomlásakor meglehetősen ellenséges hangon nyilatkozott Kjui vagy Rimszkij-Korszakov művészetéről is.
Elvei mentén haladva végül egy meglehetősen zord alkotást hozott létre Puskin Borisz Godunovjából kiindulva. Az opera szereplőit élesen körvonalazta, tablószerű jelenetekben léptette fel, az egyes képeket a visszatérő motívumokkal kapcsolva egymáshoz. Az énekszólamok megírásakor kínosan ügyelt arra, hogy kerüljön minden behízelgő hatást, lágy dallamosságot. Dallamait az orosz beszéd hanglejtéséhez szabta. Részletes előadói utasításokkal tűzdelte meg a partitúrát, annak érdekében, hogy az énekesek minél jobban tartsák magukat az általa gluhónak nevezett stílushoz.
A gluho olyan, mint az énekbeszéd: a kifejezés nyomatékosítása kedvéért az énekesnek el kell homályosítania a leírt szólamot, bizonyos szótagokat pedig túl kell hangsúlyoznia. A gluho elsősorban Borisz látomásait jellemzi, de igen sokszor színezi az opera más részeit is. Magukat az énekszólamokat kezdetleges harmóniák támasztják alá, a hangszeres ellenpontozás gyakran hiányzik, így a zenei tájkép sokszor elég puritán. A koronázási jelenet hatásos és színpadszerű, különösen híres és kiemelkedő a valódi és az imitált harangok epizódja, és az opera távolt esik Rimszkij-Korszakov vagy Borogyin színes harmóniavilágától.
A Borisz Godunov esetében nem akart mást, mint feltárni az emberi természet mélységeit, ahogy ő látta és érezte, minden megfontolás nélkül. Többek között ezért uralkodott hosszú évtizedeken át az a nézet, hogy a Borisz zenéje tele van nyers hibákkal, amiknek a kijavítása nélkül nem lehet színpadra állítani a darabot. Tény, hogy a Borisz Godunov nem felel meg a hagyományos értelemben vett zenei grammatikának, harmóniafűzései olykor bizarrok, hangszerelése egyes részletekben ügyetlen, de a Borisz Godunov, minden fogyatékossága ellenére, az orosz operairodalom legnagyobb zenedrámai teljesítménye.
Muszorgszkij másik operájában, a Hovanscsinában sokkal közelebb jutott az orosz népdalhoz, mint a Borisz Godunovban és a szélesen áradó dallamosságnak is nagyobb szerepet juttatott, mint korábbi színpadi műveiben. Ennek következtében a Hovanscsina könnyebben befogadható, viszont hiányzik belőle az emelkedettség.
A komor hangulatú dráma lassan hömpölyög előre, ezt ellensúlyozza a zeneszerző kiváló hangulatfestő érzéke. Muszorgszkij a Hovanscsinában is „az élet által táplált, nem klasszikus harmónia” megvalósítását tűzte ki célul, és úgy gondolta, hogy ebben a művében minden korábbi kísérleténél jobban sikerült véghezvinnie a recitativo és a dallam fúzióját. A konfliktusok résztvevői határozott zenei jellemzést kaptak.
Művei még életében lekerültek a műsorról, mivel a kritikusok keményen bírálták őket, másrészt pedig a színházak sem vállalták a sokszereplős, sok képes drámák költséges színrevitelét. Rimszkij-Korszakov, Muszorgszkij halála után, sajtó alá rendezte egykori barátja hagyatékát. Rimszkij-Korszakov már életében közkedvelt operakomponista volt hazájában, aki sokkal konvencionálisabban gondolkozott és komponált, mint Muszorgszkij, ennek következtében ellentétes érzelmekkel viszonyult a Borisz Godunovhoz. Egyrészt csodálta az operát eredetiségéért és függetlenségéért, másrészt nem tudott napirendre térni annak újszerű harmóniavilága és ritmikája felett. Ezért elhatározta, hogy megmenti az operát az utókor számára, vagyis átdolgozza, hozzáigazítja a közízléshez. Kezdetektől fogva tisztában volt vele, hogy lesznek ellenzői, de meg volt róla győződve, hogy a mű fogyatékosságait az utókor sem fogja megérteni. A cári opera az átdolgozott verziót 1904-ben tűzte először műsorra, majd Nyugat-Európában is a Rimszkij-Korszakov-féle verzió vált ismertté, és sokáig ez uralta a színpadokat. Összességében elmondható, hogy Rimszkij-Korszakov kisimította Muszorgszkij metrikáját, harmóniáját, szólamtechnikáját és frazeálását, valamint sokkal lágyabb hangzással helyettesítette az eredeti hangszerelést.
Rimszkij-Korszakov verziójával az a legnagyobb probléma, hogy megváltoztatta az opera arculatát: nyugatiasra simította Muszorgszkij nyers, erőteljes drámai sodrását. Ezt követően Karol Rathaus végzett el néhány változtatást a partitúrán, de ezek csak foldozgatások voltak, alapjaiban nem változtatták meg az opera jellegét. Ezért ezt a változatot csak félmegoldásnak ítélték. Elsősorban ezért adhatott megbízást a moszkvai Bolsoj Színház 1940-ben Dmitrij Dmitrijevics Sosztakovicsnak a Borisz átdolgozására. Sosztakovics mélyen belenyúlt az opera harmóniamenetébe, sok helyütt megváltoztatta a szólamszerkesztést és egyéb elemeket, amelyek alapjában véve határozták meg Muszorgszkij művét. Viszont Sosztakovics Rimszkij-Korszakovval ellentétben nem írta át Muszorgszkij nyers zenei tömbjeit: megtartotta a nem egyszer erőszakosan ható hangsúlyokat, megfelelő zenei hangzásokba öltöztetve őket.
Sosztakovics összességében többet megtartott Muszorgszkij eredeti koncepciójából. De az ő verziója annyira bonyolult és nehezen előadható, hogy csak ritkán szokták játszani. Legutóbb Sosztakovics születésének századik évfordulója alkalmából újította fel a Helikon opera.
Ami az opera eredeti változatát illeti, annak teljes kiadása csak 1928-ban valósult meg, első 20. századi előadására pedig 1935-ben került sor a londoni Sadler's Wells Theatre-ben. Az orosz színházak nem sokat tettek az eredeti verzió repertoárba való visszaállításáért. Az orosz közvélemény ugyanis azon az állásponton volt, hogy Rimszkij-Korszakov megmentette az utókor számára az orosz operairodalom egyik legnagyobb remekművét, így nem érezték szükségesnek az eredeti verzió rekonstruálását.
David Lloyd-Jones 1975-ben elkészítette a mű rekonstruált, ma autentikusnak tekintett, kvázi kritikai kiadását, amely az 1869-es ős Boriszt vette alapul, kiegészítve azt az 1872-es átdolgozás változtatásaival. Ma általában ezt a változatot játsszák az operaházak, de hangfelvétel szinte valamennyi verzióból készült.
Muszorgszij másik nagy operáját, a Hovanscsinát is Rimszkij-Korszakov fejezte be, csak a darab zongorakivonata származik Muszorgszkijtól. Rimszkij-Korszakov ebben az esetben is úgy járt el, mint a korábbi Muszorgszkij-operák átdolgozásakor: a saját ízléséhez szabta a darabot. A zene nem kis hányadát kihúzta, amit nem talált elég jónak, azt újrakomponálta, így gyakorlatilag társszerzővé lépett elő. A 20. század során többször is átdolgozták, sőt megpróbálták az eredeti verziót is rekonstruálni, ám sikertelenül.

### Dalai
Muszorgszkij művészetét, legérettebb alkotásaiban, programszerű ábrázolásra való törekvés hatja át. Pályája elején még a románcok felé fordult, de a későbbiekben fokozatosan áttért a programzenei művekre. Alapeszméjét és célját ő maga a következőképpen fogalmazta meg: „Élő embert formálni az élő művészetben!”. Mindezt úgy éri el, hogy zenei eszközeinek zseniális egyszerűsége mellett, hőseit mindenkor karakterisztikus környezetükben, egy-egy mélyen jellemző vonásuk zenei megformálásával mutatja be. Ilyen például a Szávisna című dalának félkegyelműje, amelynek „udvarlását” egyszerű, monoton dallamban fejezi ki. Muszorgszkij bensőséges és szinte impresszionista módra kifinomult lírájának talán legszebb alkotásai, a Gopak és az Egy kiállítás képeinek Bidlója. Meglepő, hogy a részben autodidakta, részben naturalista költő miként lehetett olyan magában álló nagy mesterévé a dalnak, hogyan volt képes oly mély pátoszt önteni dalainak tablóiba, hogyan volt képes az orosz népzenét és motívumokat beleszőni zenéjébe. Az ok valószínűleg gyermekkorában keresendő, amit falun, parasztok között töltött, s ahol megismerkedett az orosz népzenével, a népi hagyományokkal és a népmesékkel.
Muszorgszkij dalai közül a legismertebbek az úgynevezett Gyermekszoba-ciklusba tartozók. Ezek témájukat kivétel nélkül a gyermek hangulatvilágából merítik, és mind a gyermeki világ aprólékos és kifejező erejében bámulatosan megragadó ábrázolásával tűnnek ki. Debussy úgy nyilatkozott róluk, hogy „eddig még senki sem fordult gyengédebb és mélyebb érzelmekhez, ahhoz, ami a legjobb bennünk, mélyebb érzelemvilágot még sohasem szólaltattak meg egyszerűbb eszközökkel”. A dalok mind egyetlen, jól körvonalazott és kifejező zenei gondolatot vezetnek végig, és ezt a kompozíciók során sokrétűen variálják. A Nyanyával című dal intonációs megoldása azonban ezektől eltérő, fejlettebb zeneszerzői koncepcióra mutat. A Szávisna után éppen ebben a műben érezhető Muszorgszkij ábrázoló technikájának fejlődése, gyarapodása. A dal tartalmi anyaga is sokrétűbb, differenciáltabb, szinte drámai hajlékonysággal tükrözi a bonyolult külső és belső történést.

### Zongoraművei
Muszorgszkij keveset komponált zongorára. Első kadettiskolai évében, tizenhárom esztendős korában írt Zászlós polka című zongoradarabját saját költségén nyomtatta ki. Zongoraszonátái és rövid jellemdarabjai, amelyeket ugyancsak diákkorában komponált, nem maradtak fenn. Élete utolsó korszakából származó néhány hangulatos zsánerképe sem versenyezhet dalainak zongorakíséretével, amelyek nemcsak a drámai ábrázolás, hanem a zongora kifejezési lehetőségei hatásos érvényre juttatásának is mesteri példái. Legjelentősebb kompozíciója az Egy kiállítás képei, amelyet festőművész barátjának, Viktor Hartmannak a halála ihletett. Ez a nagyszabású, kifejezetten pianisztikus hatásokra épített kompozíció elszigetelt, magában álló remekmű. Muszorgszkij e hatalmas zongoraműve nem folytatja a romantikus érzelmektől sugallt zenei dikcióját, de nem hírnöke a festői elemekben gazdag impresszionista zongoramuzsikának sem. A mű Maurice Ravel hangszerelésében vált ismertté széles körben.
1971-ben az Emerson, Lake & Palmer angol progresszív rock együttes az angliai Newcastle City Hallban rögzítette a következő, élő lemezét, amely az orosz romantikus zeneszerző Egy kiállítás képei című zongoraszvitjének feldolgozása. A lemez címe: Pictures at an Exhibition.

## Művei
- Operák:
  - Izlandi Han, operakísérlet 1856-ban; befejezetlen, kézirata elveszett
  - Szalambó, 1863–1866 között; befejezetlen, csak hat jelenet készült el (részben elveszett)
  - A házasság, „drámai zenei kísérlet prózára” 1868 nyarán; befejezetlen, csupán az első felvonás négy jelenete készült el
  - Borisz Godunov, „zenés népdráma” 1868–1872 között (átdolgozással)
  - Bobul (A napszámos), operaterv 1870-ből, amely kidolgozatlan maradt; egyes részleteit a Hovanscsina című operában használta fel
  - Hovanscsina, „zenés népdráma” 1872–1880 között
  - A szorocsinci vásár, vígopera 1875 körül; befejezetlen
- Balettopera:
  - Mlada, balettopera 1872-ben; Gedeonov operaigazgató terve alapján; Borogyin, Kjui, Muszorgszkij és Rimszkij-Korszakov közös munkája
- Kórusművek:
  - Samil indulója, kórus és zenekar (tenor-és basszusszólóval) valószínűleg 1859 őszén; kiadatlan
  - Oidüposz, (kísérőzene Szophoklész drámájához) 1860–1861 között; csak egy f-moll kórus maradt fenn (zenekari kísérettel)
  - Szénakherib pusztulása, kórus és zenekar 1867 tavaszán (átdolgozva 1873–1874 között); később Rimszkij-Korszakov áthangszerelte
  - Józsua (Iszusz Navin), kórus és zenekar (altszólóval) 1874–1875 között (átdolgozva 1877 nyarán); később Rimszkij-Korszakov áthangszerelte
- Dalok:
  - Hol vagy csillagocska? – 1857
  - O, mondd, miért, lelkem leányom? – 1858
  - A boldog óra – 1858
  - Szomorúan suttognak a levelek – 1858
  - Búslakodom palotákban – 1860
  - Mit ér a szerelmi eskü? – 1860
  - Saul király – 1863
  - Az öregember dala – 1863
  - Büszkén váltunk el – 1863
  - Viharos szelek fújnak – 1864
  - Az éj – 1864
  - Kalisztrat – 1864
  - Az ima – 1865
  - A kitaszított – 1865
  - Bölcsődal – 1865
  - Szávisna – 1865
  - A kedves – 1866
  - A vágy – 1866
  - Gopak – 1866 (1868-ban zenekarra hangszerelve)
  - A könnyeimből fakad – 1866
  - Jaroma dala – 1866 (átdolgozva Dnyepr címen 1879)
  - Te részeges, öreg fajdkakas – 1866
  - Zsidó dal – 1867
  - Csörög a szarka – 1867
  - A papnövendék – 1867
  - Kópé – 1867
  - Kecskebak – 1867
  - A Don mentén egy kert virít – 1867
  - Vendégség – 1867
  - Gombaszedés – 1867
  - A klasszikus – 1867
  - Az árva – 1868
  - Jeromuska bölcsődala – 1868
  - Gyermekdalocska – 1868
  - Nyanyával – 1868
  - Kandiszekrény – 1870
  - A sarokban – 1870
  - A bogár – 1870
  - A babával – 1870
  - Eljövendő álom – 1870
  - Esti dalocska – 1871
  - Nádparipán Jukka felé – 1871
  - Murr kandúr – 1871
  - A csalánhegy – 1874 (befejezetlen)
  - Napfény nélkül – dalsorozat, hat dal – 1874
  - Ballada – Az elfelejtett – 1874
  - A halál dalai és táncai – dalsorozat (négy dal, Trepak, Bölcsődal, Szerenád és A hadvezér – 1875–1877 között
  - A bősz halál – Sírfelirat – 1875 (befejezetlen)
  - A felfoghatatlan – 1875
  - Dalsorozat öt darabból – 1877
  - Látomás – 1877
  - A zarándok – 1878 körül
  - Bolhadal – 1879
- Zenekari művek:
  - B-dúr scherzo – 1858
  - Alla Marcia Notturna – 1861
  - Intermezzo in modo classico (h-moll) – 1867; az 1861-ben komponált zongoradarab zenekari változata
  - Marche turque (Török induló) – 1872; a Mlada című balettopera részére (a középrész és a hangszerelés 1880-ban íródott)
  - Éj a kopár hegyen – 1. változat (zongorára) 1860–1862 között; 2. változat (zenekarra) 1867 nyarán; 3. változat (a Mlada balettopera részére) 1872-ben; 4. változat (a Szorocsinci vásár részére) 1878–1881 között; ismert alakjában Rimszkij-Korszakov hangszerelte
- Zongoraművek:
  - Porte-enseigne (Zászlós-polka) –1852
  - Souvenir d'enfance (Gyermekkori emlék) – 1857
  - cisz-moll scherzo – 1858
  - Impromtu passionné – 1859
  - Gyermektréfa – 1859
  - C-dúr szonáta (Allegro tétel) –1860 (négykezes, befejezetlen)
  - Intermezzo in modo classico (h-moll) – 1861
  - Gyermekkorom emlékeiből – két dal: Dajkám és én, Az első büntetés – 1865
  - Álmodozás – 1865
  - A szeszélyes – 1865
  - Egy kiállítás képei – 1874
  - A Krím déli partján – két dal Gurszuf, Capriccio – 1879
  - Meditáció – 1880 körül
  - Könnycsepp – 1880 körül
  - A varrónő – 1880 körül
  - Falun – 1880 körül
- Átdolgozások:
  - Négy orosz népdal – 1880 körül
  - Ogni sabbato avrete il lume acceso – canto popolare toscano – 1864
  - Perzsa lányok kórusa (Glinka Ruszlán és Ludmila című operájából) négykezes átirat zongorára – 1858
  - Souvenirs d'une nuit d'été a Madrid (Glinka zenekari fantáziája) négykezes átirat zongorára – 1858
  - Beethoven B-dúr (Op. 130-as) vonósnégyesének négykezes átirata zongorára – 1862
  - Beethoven vonósnégyeseiből (Op. 59. No. 3. Andante; Op. 135. Lento assai és scherzo; Op. 59. No. 2. Scherzo; és Op. 131. részlet) négykezes átiratok zongorára – 1867

## Lejátszható dalrészletek
| Egy kiállítás képei, 1. rész | Egy kiállítás képei, 2. rész | Egy kiállítás képei, 3. rész |

## Kották
- Mussorgsky, Modest. International Music Score Library Project. (Hozzáférés: 2019. május 26.)

## Magyarul megjelent művei
- Godunov Borisz. Népies zenedráma három felvonásban, hét képben; Puskin és Karamzin nyomán szöveg és zene Musszorgszki Modeszt, ford. Hevesi Sándor; Rózsavölgyi, Bp., 1913
- Muszorgszkij válogatott levelei; ford. Szőke László, bev. Mihail Pekelisz; Zeneműkiadó, Bp., 1955
- Borisz Godunov; szöveg Puskin és Karamzin nyomán M. P. Muszorgszkij, átdolg., hangszerelés N. Rimszkij-Korszakov, ford. Nádasdy Kálmán; Zeneműkiadó, Bp., 1961 (Operaszövegkönyvek)
- Levelek, dokumentumok, emlékezések; összeáll., ford. Bojti János, Papp Márta; Kávé, Bp., 1997
- Egy kiállítás képei; szöveg Mogyeszt Petrovics Muszorgszkij zeneműve alapján Fodor Veronika, ill. Szimonidesz Kovács Hajnalka; Holnap–Tan-Társ, Bp., 2017 + CD